# CANT 7
Die CANT 7 war ein italienisches Flugboot, welches als Schulflugzeug von Raffaele Conflenti entworfen und von Cantieri Aeronautici e Navali Triestini gebaut wurde.

## Beschreibung
Die CANT 7 war ein zweisitziges Doppeldecker-Flugboot, das hauptsächlich von der Società Italiana Servizi Aerei (S.I.S.A) zur Pilotenausbildung eingesetzt wurde. Es verfügte über zwei Plätze (Pilot und Fluglehrer). Der Isotta Fraschini V.4A-Motor mit 150 PS (ca. 110 kW)  befand sich über den Piloten unterhalb der oberen Tragfläche.

## Technische Daten
| Kenngröße             | Daten                                             |
| --------------------- | ------------------------------------------------- |
| Besatzung             | 2 (Pilot und Fluglehrer)                          |
| Länge                 | 9,15 m                                            |
| Spannweite            | 11,80 m                                           |
| Flügelfläche          | 33,36 m²                                          |
| Leermasse             | 935 kg                                            |
| max. Startmasse       | 1350 kg                                           |
| Höchstgeschwindigkeit | 165 km/h                                          |
| Flugdauer             | 4 h                                               |
| Triebwerk             | ein Isotta Fraschini V.4A mit 150 PS (ca. 110 kW) |